# Phare de Punta Almina
Le Phare de Punta Almina est un phare situé au bout de la péninsule d'Almina sur Monte Hacho dans la ville autonome de Ceuta (Plazas de soberanía d'Espagne).
Il est géré par l'autorité portuaire de Ceuta.

## Histoire
Il a été conçu par Juan Martinez de la Villa et construit de 1851 à 1855. Il a été inauguré le 1er décembre 1855. La station se compose d'une tour cylindrique en maçonnerie au dessus d'un logement de gardien.
En 1919, lors de la rénovation du phare, la lanterne a été équipée d'une lentille de Fresnel Henry-Lepaute de 2e ordre. La sirène de brouillard, qui est placée à 200 m au nord-est du phare, émet deux explosions toutes les 45 secondes.
La péninsule d'Almina est le point extrême nord d'Afrique directement en face du Rocher de Gibraltar. Le phare marque le côté sud de l'entrée, en mer Méditerranée, du Détroit de Gibraltar. Ceuta est accessible par le ferry d'Algésiras sur la côte nord du Détroit de Gibraltar.
Identifiant : ARLHS : CEU007 ; ES-20620 - Amirauté : D2482 - NGA : 22840 .
|              |
| Punta Almina |

|               |
| Port de Ceuta |

### Liens connexes
- Liste des phares d'Espagne
- Plazas de soberanía